# تورنيتشي
تورنيتشي (بالإنجليزية: Turnišče)‏ هي منطقة سكنية تقع في Turnišče Municipality في سلوفينيا. يقدر عدد سكانها بـ 1,506 نسمة ومساحتها 8.1 كم2 وترتفع عن سطح البحر 169.7 متر.